# Fedasil
 (septembre 2016).
Fedasil (Agence fédérale pour l'accueil des demandeurs d'asile) est une instance belge qui est responsable de l'accueil des demandeurs d'asile. 
Fedasil est sous la tutelle de la Ministre à l'Asile et la Migration, Anneleen Van Bossuyt. Sur base de la Loi accueil du 12 janvier 2007, l'agence octroie l'aide matérielle : un logement, des repas, des vêtements, l'accompagnement médical, social et psychologique et l'accès à l'aide juridique et à certains services (interprètes, formations). 
Fedasil est dirigée depuis 2024 par Pieter Spinnewijn, directeur général de l'Agence. En 2016, Fedasil est désignée organisation publique fédérale de l'année.

## Histoire

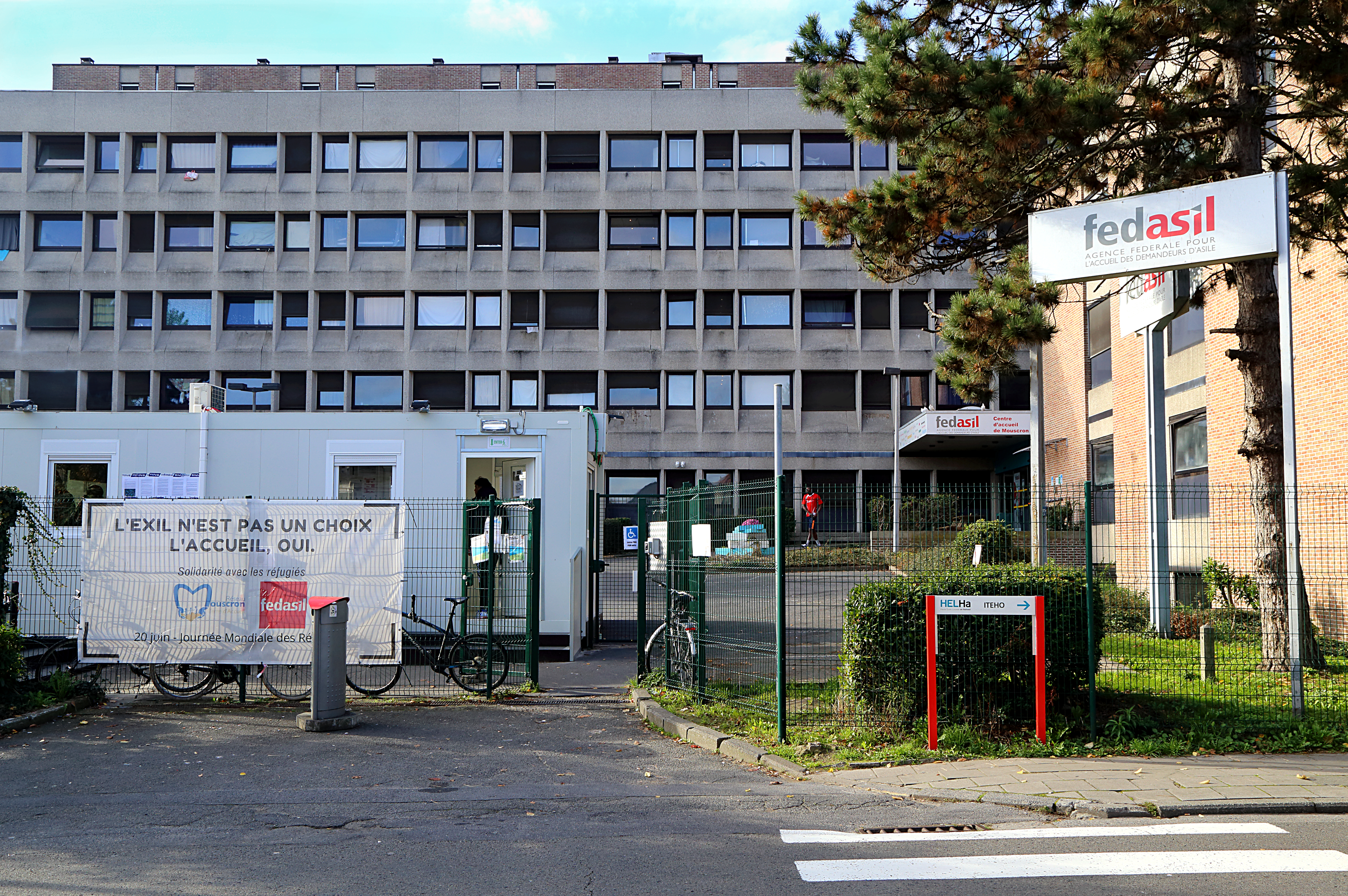
Le centre Fedasil de Mouscron.

Avant 1986, il n'existait aucun accueil structurel pour les demandeurs d'asile en Belgique. Le gouvernement fédéral désigna les CPAS comme responsables et paya les services d'aide. En 1986, la Belgique connut une forte croissance du nombre de demandes d'asile, entre autres en raison des conflits en Europe orientale, en Irak et en Iran, qui entraînèrent d'énormes flux de réfugiés. C'est pourquoi le gouvernement fédéral décida d'aménager des places d'accueil collectives. La première qui ouvrit en novembre 1986 fut le Petit-Château, une ancienne caserne militaire située à Bruxelles.
Fin 1992, le Petit-Château n'était plus en mesure de gérer les arrivées de réfugiés. En 1993, près de 27 000 demandeurs d'asile arrivèrent au total en Belgique. C'est à la suite de cela que le gouvernement fédéral décida d'ouvrir plusieurs centres dans toute la Belgique. Au fil des années, Fedasil a ensuite dû réduire ou bien augmenter sa capacité d'accueil en fonction du nombre de demandeurs d'asile présents sur le territoire belge. Pendant les années 1999 et 2000, la Belgique connut par exemple une forte augmentation du nombre de demandes d'asile. L'année 2000, au cours de laquelle eut lieu l'unique campagne de régularisation, a battu tous les records avec 42 691 demandes d'asile.

## Centres fédéraux Fedasil en Belgique
En 2020, Fedasil compte 28 centres d'accueil fédéraux.
- Arendonk[2]
- Bovigny[3]
- Broechem[4]
- Bruxelles, Petit-Château / Centre d'arrivée [5]
- Charleroi[6]
- Couvin
- Deurne
- Florennes[7]
- Gent
- Herbeumont
- Jodoigne[8]
- Kapellen[9]
- Liège
- Morlanwelz[10]
- Mouscron
- Neder-Over-Heembeek[11]
- Overijse[12]
- Poelkapelle[13]
- Pondrôme[14]
- Rixensart[15]
- Senonchamps
- Saint-Trond
- Steenokkerzeel[16]
- Sugny[17]
- Theux
- Woluwe-Saint-Pierre[18]
- Zaventem[19]
- Zoutleeuw